# Projeto de Energia Limpa

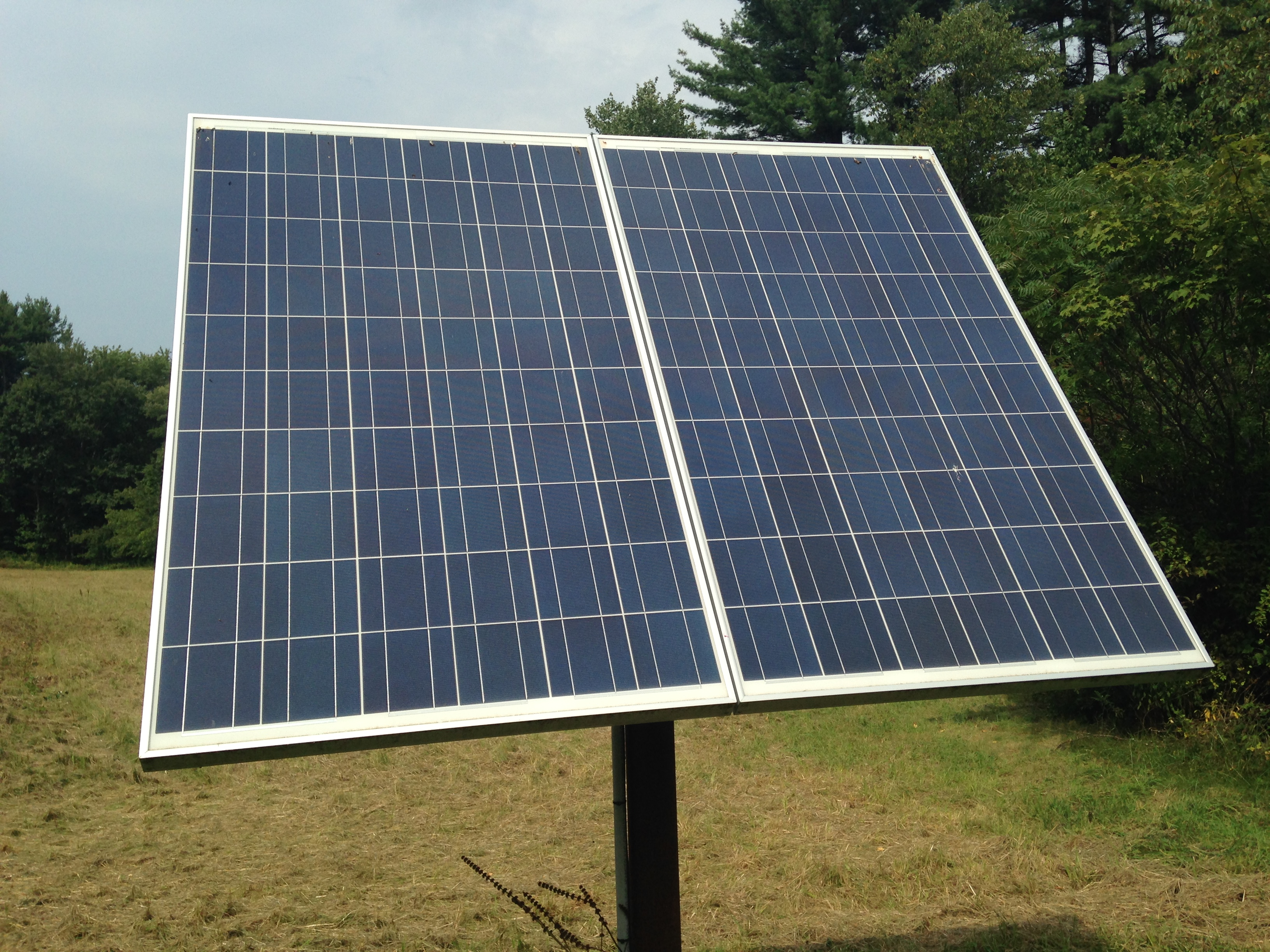
Harvard Clean Energy Project

O Projeto de Energia Limpa (CEP) da Harvard (original:The Clean Energy Project) é um esforço virtual com a participação informada, consciente e voluntária, de milhares de cidadãos (ciência cidadã) para conseguir uma alta quantidade transferencia de dados para a descoberta e design da próxima geração de materiais de células solares de plástico. O projeto estuda milhões de estruturas candidatas para identificar compostos adequados para a captura de energia renovável a partir do sol e para outras aplicações eletrônicas orgânicas. O Projeto de Energia Limpa foi concebido em 2008 para ajudar a encontrar materiais para fazer a tecnologia baseada em energia renovável e sustentável uma realidade.

## Fase 1- Cálculos de mecânica molecular
Na primeira fase do projeto,  usando CHARMM (um software de mecânica molecular desenvolvido pelo grupo Karplus da Universidade de Harvard), teve as computações focadas na compreensão de como moléculas candidatas hipotéticas se arrumam em conjunto para formar um sólido (ou cristal, filme, polímero ...) e para prever se que esse sólido teria propriedades eletrônicas corretas para, eventualmente, ser utilizado em células solares.

## Fase 2 -  Realização de cálculos de estrutura eletrônica
Para obter propriedades físicas ópticas, eletrônicas e outras mais precisas dos materiais solares candidatos, os cálculos de mecânica quântica estão sendo realizadas para cada um dos candidatos. Estes cálculos serão executados com o software de química quântica Q-Chem. Este trabalho vai resultar em uma base de dados de informação útil sobre as propriedades de um grande número de compostos. A fase 2 também irá fornecer entrada direta para grupos experimentais para ajudar na sua concepção de células solares melhoradas

## Computação Voluntária Distribuída
A escala deste estudo requer um correspondente large recurso computacional, que é fornecido pela computação voluntária distribuídos na  Rede Comunitaria Mundial. Esta plataforma de supercomputação virtual para colher tempo de computação ocioso e utilizá-lo para a investigação filantrópica. Os participantes podem doar seu tempo de computação de reposição, executando as aplicações de ciência apoiados em seus computadores pessoais, quer em baixa prioridade no plano de fundo ou no modo de "screensaver" durante períodos de ociosidade usando o ambiente tipo "BOINC"

## Resultados
Os compostos à base de carbono orgânico foram testados pelos voluntários foram publicados, pelos pesquisadores da Harvard, em um banco de dados gratuito catalogando as propriedades eletrônicas de mais de 2 milhões, compostos e de seu potencial para converter a luz solar em eletricidade. Os resultados estão disponíveis para estimular a pesquisa na próxima geração de soluções de energia solar.  Cerca de 36.000 dos compostos analisados mostram potencial para se apresentar no aproximadamente o dobro da eficiência da maioria das células solares orgânicas produzidas até 2015. Os cientistas podem usar essas informações para continuar investigando os candidatos mais promissores para uso em células solares mais baratas, mais eficientes e mais flexíveis. Graças aos voluntários, os cálculos para este projeto, que teria exigido 17 mil anos em um único computador, foram realizados em apenas três anos.